# Giuseppe Livizzani Mulazzani
Giuseppe Livizzani Mulazzani, né le 20 mars 1688 à Modène et mort le 20 mars 1754 à Rome, est un cardinal italien du XVIIIe siècle.

## Biographie
Livizzani vient à Rome pour faire fortune. Aidé par le cardinal Imperiali, il entre à la Curie romaine en 1730 où il exerce diverses fonctions, notamment comme secrétaire du Collège des cardinaux et secrétaire des mémoires  dans le pontificat de Benoit XIV.
Le pape Benoît XIV le crée cardinal lors du consistoire du 26 novembre 1753.
Giuseppe Livizzani Mulazzani est l'oncle du cardinal Carlo Livizzani Forni.

### Sources
- Fiche de Giuseppe Livizzani Mulazzani sur le site fiu.edu